# Chenay (Sarthe)
Chenay is een gemeente in het Franse departement Sarthe (regio Pays de la Loire) en telt 126 inwoners (2004). De plaats maakt deel uit van het arrondissement Mamers.

## Geografie
De oppervlakte van Chenay bedraagt 2,2 km², de bevolkingsdichtheid is 57,3 inwoners per km².
De onderstaande kaart toont de ligging van Chenay (Sarthe) met de belangrijkste infrastructuur en aangrenzende gemeenten.

## Demografie
Onderstaande figuur toont het verloop van het inwonertal (bron: INSEE-tellingen).